# 둘러한
둘러한(아일랜드어: dúlachán [ˈduːləˌhɑːn]→어두운 남자) 또는 간칸(아일랜드어: Gan Ceann→머리가 없는)은 아일랜드에 전승되는 요정의 일종이다.
둘러한은 머리가 없는 기수(騎手)의 모습을 하고 있으며, 대개 검은 말을 타고 자기 머리를 옆구리에 끼고 있는 모습이라고 한다. 또한, 작고 검은색인 눈은 계속 벌레가 날아다니는 것처럼 짤짤 굴러다니고, 입은 무섭고 비릿한 웃음을 계속 머금고 있는 소름끼치는 형상이라고 한다. 그리고 둘러한의 모습은 설화에 따라 다르기도 하지만 어느 설화에서는 커다란 도끼를 들고 있는 모습으로 등장하기도 한다.
둘러한이 가는 길을 막을 방법은 없다. 둘러한이 접근하면 모든 자물쇠와 문이 저절로 열린다. 둘러한이 마침내 승마를 멈추고 멈춰설 때가 있는데, 그 멈춘 곳의 누군가가 죽는다. 둘러한은 이동 중에 누군가 자신을 쳐다보는 것을 좋아하지 않으며, 만약 감히 그런 자가 있으면 그 사람에게 피 한 사발을 끼얹는다.'라는 이야기가 있으며 혹설에 따르면 이 피는 곧 그 사람이 다음에 죽을 사람이라는 표식이라는 설도 있다. 그리고 둘러한에 관해서 다양한 이야기가 있지만 둘러한이 멈춘 곳에서 누군가의 이름을 부르는데 그 사람이 죽게 되기 때문에 둘러한이 오면 귀를 막거나 귀마개를 써야 한다는 전설도 있다.

## 같이 보기
- 목 없는 기수